# Jaroslav Matějka (poslanec)
Jaroslav Matějka (* 17. prosince 1940) je bývalý český politik, v 90. letech 20. století poslanec České národní rady a Poslanecké sněmovny za KSČ, respektive KSČM, pak za Levý blok.

## Biografie
V únoru 1990 se stal poslancem České národní rady v rámci procesu kooptací do ČNR. Je tehdy uváděn jako bezpartijní. V řádných volbách v roce 1990 potom byl zvolen do České národní rady za KSČ (respektive za její českou část KSČM). Opětovně byl do ČNR zvolen ve volbách v roce 1992, nyní za koalici Levý blok, kterou tvořila KSČM a menší levicové skupiny (volební obvod Jihomoravský kraj). Zasedal v hospodářském výboru.
Od vzniku samostatné České republiky v lednu 1993 byla ČNR transformována na Poslaneckou sněmovnu Parlamentu České republiky. Během volebního období 1992-1996 přešel do strany Levý blok (skupina reformní levice, která po rozpadu koalice Levý blok přijala název této střechové platformy a v parlamentu působila nezávisle na KSČM).